# John Buford
John Buford (ur. 4 marca 1826, zm. 16 grudnia 1863) – amerykański oficer i generał kawalerii. Odegrał znaczącą rolę w bitwie pod Gettysburgiem zatrzymując szpicę sił konfederackiej Armii Północnej Wirginii. Zmarł na tyfus w Waszyngtonie.